# Urothel

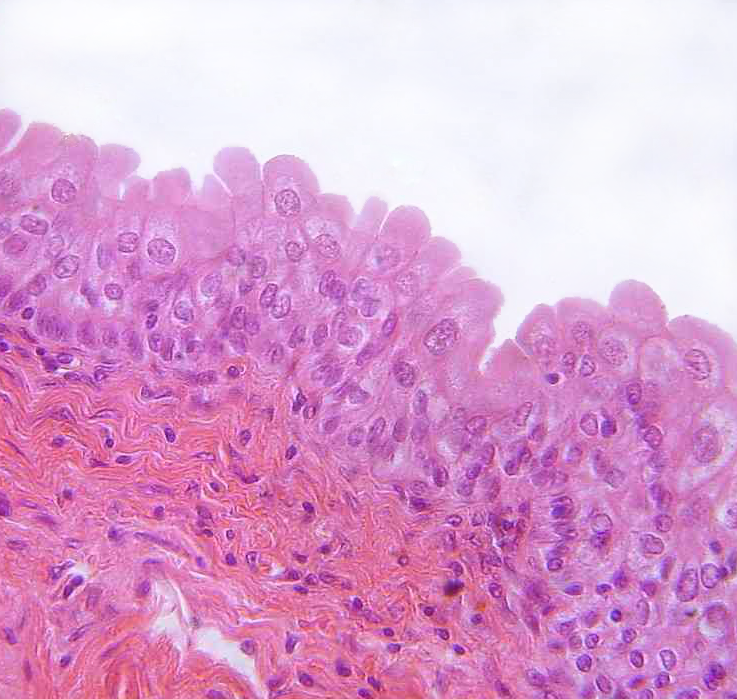
Schleimhaut der Harnblase mit Urothel

Als Urothel (auch Übergangsepithel) bezeichnet man das mehrschichtige Deckgewebe (Epithel) der ableitenden Harnwege (Nierenbecken, Harnleiter, Harnblase, oberer Teil der Harnröhre).

## Aufbau
Übergangszellen sind im ungefüllten Zustand der Harnwege hochprismatisch, flachen aber mit zunehmender Füllung ab. Durch Reservefalten in der Zellmembran ist auch eine Dehnung möglich. Damit gewährleisten sie die Anpassungsfähigkeit der Harnorgane an verschiedene Füllungszustände.
In der ungefüllten Harnblase beträgt die Dicke der Urothelschicht fünf bis sieben Zellen. Die untersten Zellen sind kuboid, die mittleren polyhedral und die obersten haben eine abgerundete Form. Ist die Blase gefüllt, reduziert sich die Schichtdicke auf drei bis vier Zellen, wobei die tieferen Zellen kuboid und die oberflächlichen abgeflacht sind. Sie erreichen dabei einen Durchmesser von bis zu 150 µm.
Die der Oberfläche am nächsten gelegenen Zellen haben eine spezielle Membran, die die osmotische Barriere zwischen dem Urin und der interstitiellen Körperflüssigkeit aufrechterhält. Hauptbestandteil dieser Membran sind Cerebroside. Das Urothel besitzt eine bestimmte Glycocalix, die in ihrer Proteinstruktur als Uroplakine bezeichnet wird. Da Urin auch Gifte und Krankheitserreger enthalten kann, erfüllt es außerdem Funktionen in der Bekämpfung von Infektionen und der Antwort auf Verletzungen.
Die Deckzellen des Urothels zeigen eine im Lichtmikroskop verdichtet anmutende Oberflächendifferenzierung, die Crusta.
Das Übergangsepithel besteht aus drei unterschiedlichen Schichten (Stratum basale, Stratum intermedium und Stratum superficiale). Die Superfizialzellen werden auch als Deckzellen bezeichnet und sind oft zweikernig.